# БИЧ-2
БИЧ-2 — экспериментальный лёгкий планёр авиаконструктора Бориса Черановского.

## Конструкция
БИЧ-2, как и предыдущий планёр Черановского БИЧ-1, был спроектирован по схеме «летающее крыло». От предшественника он отличался большими размерами и рядом усовершенствований. Удлинение крыла было увеличено до 4,16. Был использован аэродинамический профиль «Геттинген 436» с относительной толщиной в районе продольной оси 11 %. Удельная нагрузка на крыло составляла 2,24 кг/м². Планёр имел всего одно колесо, заключённое в обтекатель. На крыльях были размещены костыли-подпорки. Вдоль всей задней кромки крыла размещались элероны, также выполнявшие роль рулей высоты. Вертикальное оперение состояло из руля поворота, но не имело киля. Попасть в планёр можно было только через отверстие перед колесом. После посадки пилота отверстие закрывалось матерчатым клапаном.

## Полёты
Первый полёт БИЧ-2 состоялся на Вторых планерных состязаниях в Коктебеле 20 сентября 1924 года. Пилотировал планёр военный летчик Борис Кудрин. Планёр пролетел дальше всех представленных конструкций. В ходе полётов было выявлено несовершенство системы управления, поэтому полёты были прекращены. Руль поворота затенялся крылом и потому почти не работал. Пилоту приходилось поворачивать аппарата при помощи элеронов. Было решено в дальнейшем установить на концах крыла два руля, которые можно было бы использовать и как воздушные тормоза.
На больших углах атаки БИЧ-2 оказался более устойчив. Стояночный угол 15-18° способствовал быстрому отрыву от земли.
Всего было выполнено 27 (по другим данным 28) полётов, самый продолжительный из которых составил 1 минуту 20 секунд. Таким образом, БИЧ-2 оказался первым в мире успешно летавшим аппаратом, выполненным по схеме «летающее крыло».

## Характеристики
- Размах крыла — 10,00 м;
- Длина — 3,75 м;
- Удлинение крыла — 4,16;
- Площадь крыла — 25,0 м²;
- Масса пустого — 50 кг;
- Экипаж — 1 чел.